# Brad Boxberger
Bradley George Boxberger (Fullerton, 27 maggio 1988) è un giocatore di baseball statunitense, lanciatore di rilievo per i Milwaukee Brewers della Major League Baseball.

## Carriera

### Carriera amatoriale
Proveniente dalla Foothill High School di Santa Ana, California, è stato originalmente scelto dai Kansas City Royals al 20º giro del Major League Draft del 2006, ma Brad decise di proseguire gli studi scegliendo l'University of Southern California di Los Angeles, dove fu nominato nel baseball come Second Team All-American.

### Minor League Baseball
Nel 2009 fu nuovamente selezionato al 1º giro al draft amatoriale della MLB dai Cincinnati Reds con la 43ª scelta assoluta.
Debuttò ufficialmente con i Lynchburg Hillcats nella Classe A-avanzata della Advanced Carolina League nel 2010, successivamente fu promosso nella Southern League della Doppia-A, ottenendo nelle due categorie un bilancio di 5-10 con una media PGL di 4.91 in 36 partite e 13 partenze.
Nel 2011 fu promosso con i Louisville Bats nella International League della Tripla-A, sempre della Minor League Baseball, chiudendo la stagione 2011 con una media PGL di 2.03 con 11 salvezze in 56 presenze nel ruolo di closer.
Il 17 dicembre 2011 è stato ceduto insieme ai compagni Yonder Alonso,  Yasmani Grandal ed Edinson Vólquez ai San Diego Padres in cambio di Mat Latos.
Il 26 giugno è stato inserito nella formazione dei Tucson Padres nella Class AAA della Pacific Coast League dove ha chiuso con una media PGL di 2.70 in 37 partite disputate da rilievo.

### Major League Baseball
Debuttò nella MLB il 10 giugno 2012 al Miller Park di Milwaukee, contro i Milwaukee Brewers. A fine mese, dopo cinque partite, è ritornato ai Tucson Padres. Concluse la stagione d'esordio con 24 partite disputate nella MLB e 37 nella Tripla-A.
Il 22 gennaio 2014, i Padres scambiarono Boxberger, Logan Forsythe, Matt Lollis, Matt Andriese e Maxx Tissenbaum con i Tampa Bay Rays in cambio dei giocatori Alex Torres e Jesse Hahn. Nel corso della stagione 2015 fu convocato per la prima volta all'All-Star Game, e terminò la stagione come leader dell'AL per numero di salvezze effettuate.
Il 30 novembre 2017, i Rays scambiarono Boxberger con gli Arizona Diamondbacks in cambio del giocatore Curtis Taylor. Divenne free agent il 30 novembre 2018.
Boxberger firmò il 7 febbraio 2019 un contratto con i Kansas City Royals. Venne designato per la riassegnazione il 26 giugno e svincolato il 1º luglio.
Il 12 luglio 2019, firmò un contratto con i Washington Nationals. 
Il 4 agosto 2019, venne svincolato dalla franchigia, e il giorno seguente firmò un contratto di minor league con i Cincinnati Reds. Il 23 agosto, Boxberger venne svincolato per la terza volta nella stessa stagione.
Il 14 febbraio 2020, Boxberger firmò un contratto di minor league con i Miami Marlins. Nello stesso anno partecipò per la prima volta al post-stagione, giocando in tre partite per 3.1 inning in totale, ottenendo una vittoria. Divenne free agent a fine stagione.
Il 14 febbraio 2021, Boxberger firmò un contratto di minor league con i Milwaukee Brewers con un invito allo spring training incluso.

## Palmarès
- MLB All-Star: 1

2015
- Leader dell'American League in salvezze: 1

2015